# Alpedrete
Alpedrete è un comune spagnolo di 8 514 abitanti situato nella comunità autonoma di Madrid, parte della comarca di Cuenca del Guadarrama.

## Infrastrutture e trasporti
Per il traffico ferroviario si avvale della stazione di Alpedrete e di quella di Los Negrales, entrambe sulla linea Villalba-Segovia.